# Kinazy białkowe
Kinazy białkowe – grupa kinaz, których substratami są białka. Enzymy te przeprowadzają reakcję fosforylacji cząsteczki specyficznego dla danej kinazy białka. Fosforylacja zwykle prowadzi do zmiany konformacji cząsteczki białka i, w konsekwencji, zmiany jego aktywności, zdolności do wiązania się z innymi białkami albo przemieszczenia cząsteczki w obrębie komórki. Do 30% białek podlega regulacji na tej drodze; większość szlaków metabolicznych komórki, zwłaszcza sygnalizacyjnych, angażuje enzymy z grupy kinaz białkowych. W ludzkim genomie zidentyfikowano kilkaset genów kodujących sekwencje aminokwasowe kinaz białkowych (około 2% wszystkich genów). Funkcja kinaz białkowych podlega wielostopniowej regulacji, również angażującej kinazy i fosfatazy białkowe; fosforylacja białka kinazy może zwiększać albo zmniejszać jej aktywność. Białka aktywatorowe lub inhibitorowe przez przyłączanie się do domen regulatorowych kinaz również wpływają na ich aktywność. Niektóre kinazy posiadają domenę regulatorową, którą same mogą fosforylować (autofosforylacja albo cis-fosforylacja).
W zależności od rodzaju reszty aminokwasowej, na którą przenoszona jest grupa fosforanowa, kinazy białkowe dzielimy na rodziny:
- kinaz serynowo-treoninowych (EC 2.7.11), fosforylujących reszty treoninowe albo serynowe białek,
- kinaz tyrozynowych (EC 2.7.10), fosforylujących reszty tyrozynowe białek.

Pewna liczba kinaz należy do obu tych grup (dual specificity kinases).
Dysregulacja aktywności kinaz jest częstą przyczyną chorób, zwłaszcza nowotworowych. Dzięki postępowi wiedzy o roli kinaz w przekaźnictwie wewnątrzkomórkowym w warunkach zdrowia i patologii opracowano nowe terapie. Kilka leków będących inhibitorami kinaz białkowych jest już dopuszczonych do lecznictwa, inne leki są w stadium prób klinicznych.

## Kinazy serynowo-treoninowe
W obrębie rodziny kinaz białkowych serynowo-treoninowych wyróżniamy:
- rodzinę kinazy białkowej C (PKC, protein kinase C, EC 2.7.11.1)
- rodzinę kinazy białkowej A (PKA, protein kinase A, EC 2.7.11.1)
- rodzinę kinazy białkowej G (PKG, protein kinase G)
- rodzinę kinaz białkowych zależnych od Ca2+ i kalmoduliny (kinazy CaM, EC 2.7.11.17)
- rodzinę kinaz aktywowanych mitogenami (mitogen-activated protein kinases, MAPK, EC 2.7.11.1)
- kinazę B (Akt, protein kinase B, PKB)
- rodzina kinaz zależnych od cyklin (CDK, cyclin-dependent kinases).

## Kinazy tyrozynowe
Do tej rodziny należą receptorowe kinazy tyrozynowe, stanowiące integralną część receptorów katalitycznych. Należą tu receptory czynników wzrostowych (PDGF, IGF1, EGF) i liczna grupa cytoplazmatycznych kinaz tyrozynowych, takich jak kinaza Abl i src.